# Encrasicholina punctifer
Encrasicholina punctifer is een straalvinnige vis uit de familie van ansjovissen (Engraulidae) en behoort derhalve tot de orde van haringachtigen (Clupeiformes). De vis kan een lengte bereiken van 13 centimeter.

## Leefomgeving
Encrasicholina punctifer is een zoutwatervis. De vis prefereert een tropisch klimaat en heeft zich verspreid over de Grote- en Indische Oceaan.

## Relatie tot de mens
Encrasicholina punctifer is voor de visserij van beperkt commercieel belang. In de hengelsport wordt er weinig op de vis gejaagd.